# Loopjongen
Een loopjongen was een werknemer van een kantoor of zaak die bestellingen moest rondbrengen of ophalen.
De loopjongen stond in gering aanzien omdat hij geacht werd geen echt vak te beheersen. In zeer negatieve zin werd hij daarom wel een duvelstoejager genoemd.
Ook in negatieve zin wordt het woord "loopjongen" gebruikt in termen zoals:
- ik ben je loopjongen niet
- hij liet zich als loopjongen gebruiken

Zelfs komt het woord voor in de betekenis van hielenlikker:
- hij gedroeg zich als de loopjongen van de chef

Mede door de negatieve connotatie wordt tegenwoordig wel van koerier gesproken.
Een maaltijdbezorger, zoals de pizzakoerier, is een moderne variant op de loopjongen.